# Ахмат — сила!

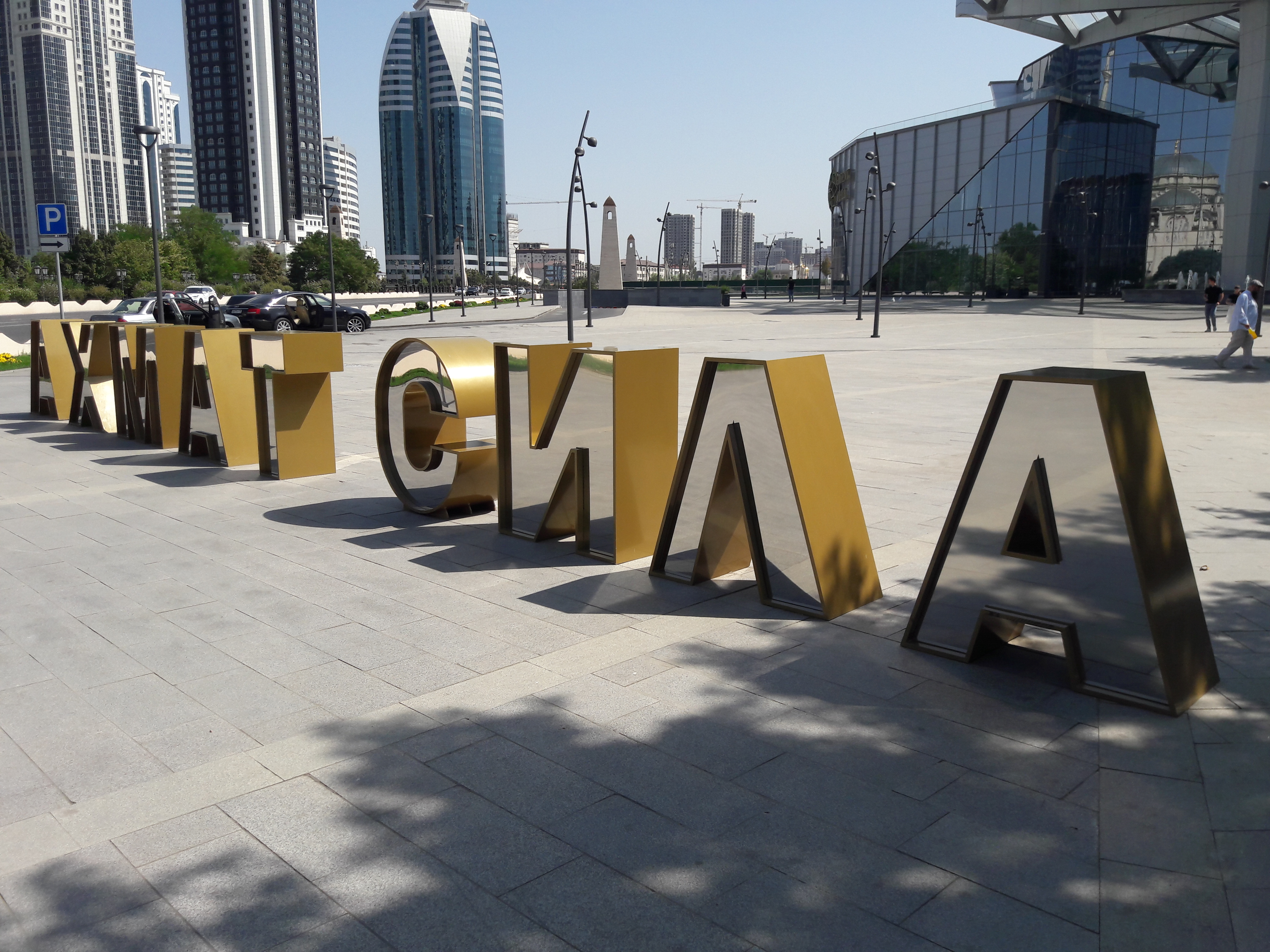
Надпись перед зданием торгового центра «Грозный молл». На заднем плане — Грозный-Сити

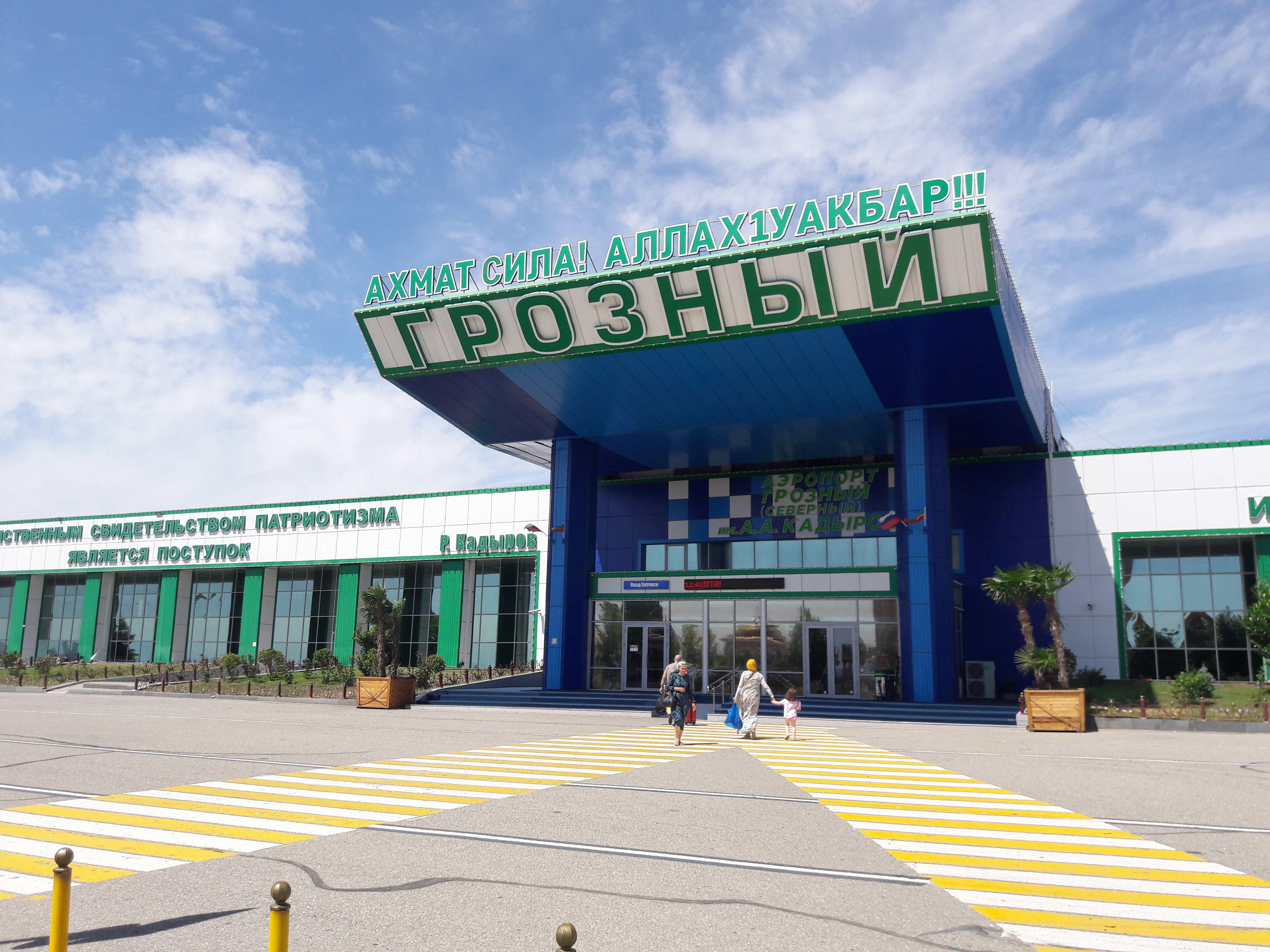
Надпись на здании аэровокзала Грозненского аэропорта

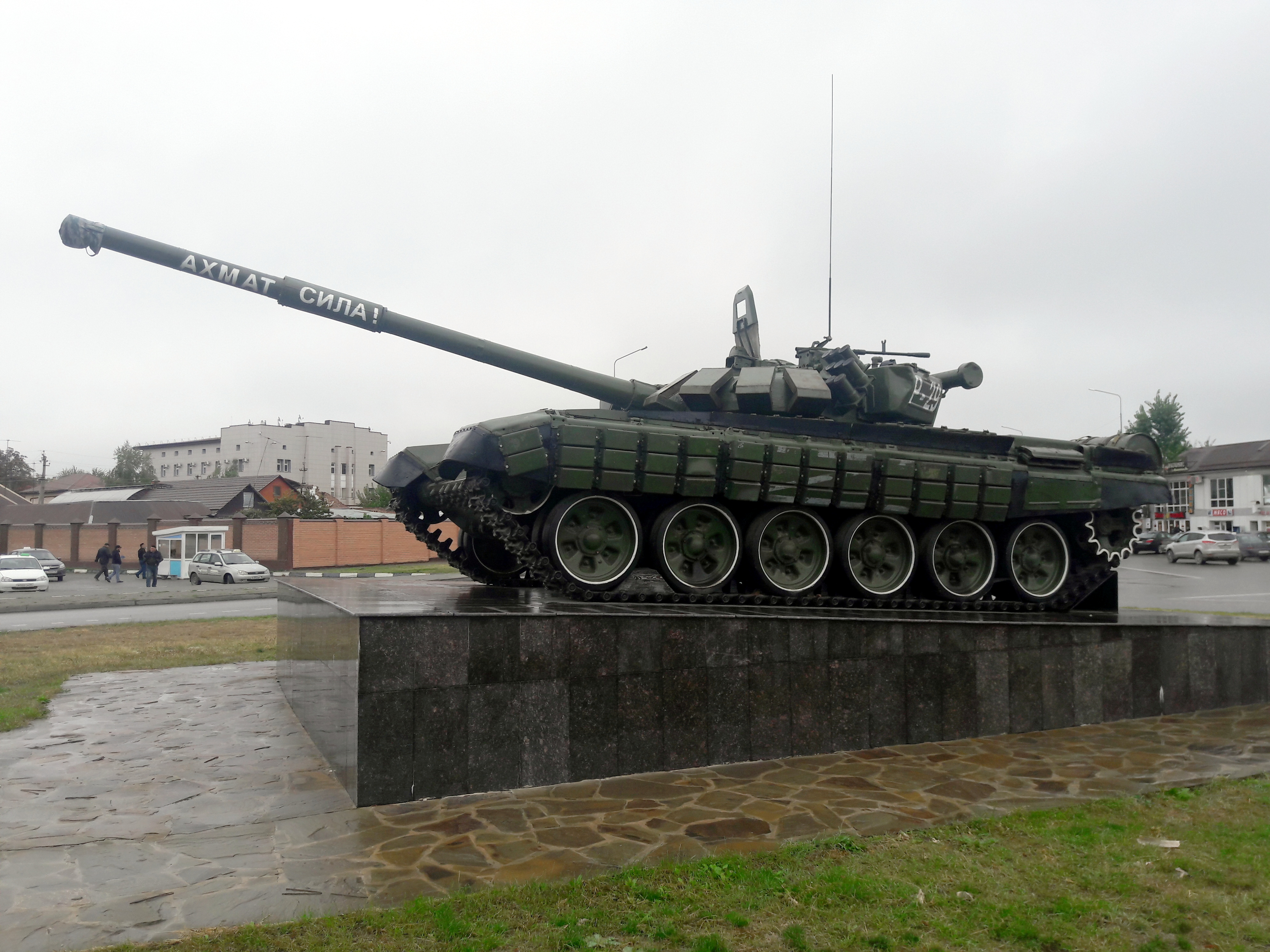
Шали. Т-72.

«Ахмат — сила!» (также «Ахмат — сила! Аллаху Акбар!») — религиозно-политический лозунг в честь покойного президента Чечни Ахмата Кадырова, официальный боевой клич властей Чеченской республики в составе России. С 2017 года распространяется его сыном, главой Чечни  Рамзаном Кадыровым, и его окружением.

## История
Американский исследователь из Техасского университета Николас Лазновски отмечает, что первые использования лозунга в Instagram предположительно не сохранились из-за удаления аккаунта Рамзана Кадырова в декабре 2017 года после наложения на него американских санкций. Исследователь предполагает, что современный лозунг «Ахмат — сила!» начал оформляться весной 2017 года. Одним из первых его употребил Замид Чалаев, глава полка полиции специального назначения имени Героя России А. А. Кадырова, разместивший 16 марта 2017 года пост в честь Абузайда Висмурадова, командира СОБРа «Терек» (ныне — СОБР «Ахмат»).

## Оценки
В статье о культе личности Ахмата Кадырова журналистка Би-би-си Каринэ Мирумян пишет, что Рамзан Кадыров превратил своего отца в почитаемую и почти святую фигуру. В качестве примера этого она приводит лозунг «Ахмат — сила!», который в Чечне часто скандируют чиновники, спортсмены и собственно Рамзан Кадыров во время массовых мероприятий.
Лазновски отмечает, что Рамзан Кадыров ассоциирует бренд «Ахмат — сила!» с известными бойцами — например, он дарил товары с брендом клуба чеченского бойцовского клуба «Ахмат» приезжавшим в Грозный Майку Тайсону и Флойду Мейвезеру.
Кандидат политических наук, старший научный сотрудник Пермского научного центра УрО РАН А. В. Михалёва, согласно текстовому анализу сообщений лозунга, описывает «Ахмат — сила!» как неформальный лозунг окружения Рамзана Кадырова и считает, что лозунг не лишён религиозной подоплёки: Ахмат Кадыров позиционируется «истинным мусульманским правителем».
К использованию лозунга в религиозном значении призывал советник главы Чечни по религиозным делам Адам Шахидов: «Лозунг Ахмат — сила это значит, что путь, который начал Ахмат Кадыров, основываясь на принципах исламского права, он сильный путь. Действительно, этим путём он спас чеченский народ от полной гибели, по воле Всевышнего!». Он сравнил этот лозунг с основами исламской веры и заявил, что чеченцы обязаны его скандировать.
По состоянию на январь 2021 года хэштег #ахматсила был использован в Instagram 128 тысяч раз.

## Примеры использования
- Объёмная надпись установлена в центре Грозного по проспекту Путина перед зданием торгового центра «Грозный молл».
- Рэпер Тимати использовал лозунг в песне «Грозный», вышедшей в конце 2018 года: в конце песни звучат слова «теперь по жизни джигит делай красиво, ты слышишь, это Кавказ, Ахмат сила!»[3].
- «Ахмат — сила!» является девизом российского бойцовского клуба «Ахмат», который впоследствии стал девизом не только бойцовского клуба, но и всех спортсменов из разных регионов России и СНГ, представляющих данный клуб[7].
- Фраза «Ахмат — сила!» нанесена на крыше Международного аэропорта Грозный (Северный) им. Ахмата-Хаджи Кадырова[8].